# Cusset (stacja metra)
Cusset – stacja metra w Lyonie, na linii A. Stacja została otwarta 2 maja 1978. 